# Dekanat Rudnik nad Sanem
Dekanat Rudnik nad Sanem – dekanat w rzymskokatolickiej diecezji sandomierskiej.

## Parafie
W skład dekanatu wchodzi 12 parafii:
- parafia Niepokalanego Serca Najświętszej Maryi Panny – Cholewiana Góra
- parafia Najświętszego Serca Pana Jezusa[1] – Groble
- parafia Matki Bożej Różańcowej – Jata
- parafia Narodzenia Najświętszej Maryi Panny – Jeżowe
- parafia Świętego Jana Chrzciciela – Jeżowe
- parafia św. Marcina – Kopki
- parafia św. Katarzyny – Łętownia
- parafia MB Częstochowskiej – Majdan
- parafia MB Nieustającej Pomocy – Nowy Nart
- parafia MB Bolesnej – Przędzel
- parafia Najświętszej Maryi Panny Matki Kościoła – Rudnik nad Sanem-Stróża
- parafia Trójcy Przenajświętszej – Rudnik nad Sanem

## Sąsiednie dekanaty
Biłgoraj – Południe (diec. zamojsko-lubaczowska), Leżajsk II (archidiec. przemyska), Nisko, Raniżów, Sokołów Małopolski (diec. rzeszowska), Ulanów.